# Hatitia
Hatitia es un género de arañas araneomorfas de la familia Anyphaenidae. Se encuentra en Sudamérica.

## Especies
Según The World Spider Catalog 12.0:
- Hatitia canchaque Brescovit, 1997
- Hatitia defonlonguei (Berland, 1913)
- Hatitia perrieri (Berland, 1913)
- Hatitia riveti (Berland, 1913)
- Hatitia sericea (L. Koch, 1866)
- Hatitia yhuaia Brescovit, 1997